# Piazza della Signoria
La piazza della Signoria (place de la Seigneurie en français) est, avec la piazza del Duomo, la plus importante place touristique de Florence en Toscane en Italie. Elle date des XIIe et XIVe siècles dans sa forme actuelle en « L », avec le palazzo Vecchio (Vieux Palais, siège du pouvoir de la République florentine, du duché de Florence et du grand-duché de Toscane, actuel musée) accolé à la loggia dei Lanzi et à la galerie des Offices, voisin du ponte Vecchio, avec ses nombreuses sculptures artistiques publiques.

## Historique
Des fouilles archéologiques ont mis au jour d'importantes traces d'habitations néolithiques, romaines et médiévales à cet endroit.

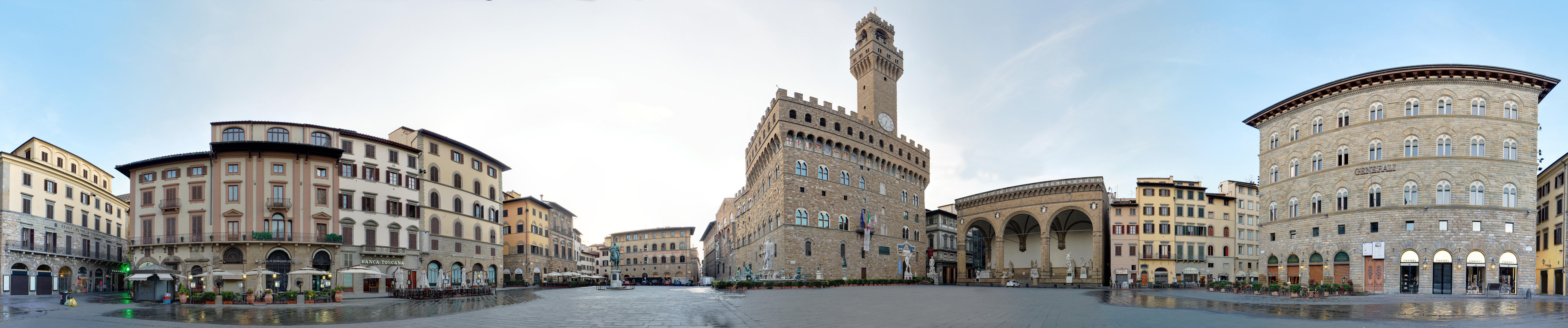
Vue panoramique de la piazza della Signoria de Florence, avec le palazzo Vecchio au centre.

Cette place est, depuis sa création, un important lieu de réunion publique des Florentins où ont eu lieu de nombreuses festivités populaires, des fêtes somptueuses, des révolutions (histoire de Florence) et des supplices (Jérôme Savonarole, fondateur de la théocratie à Florence au XVe siècle y fut pendu et brûlé en 1498 - une plaque circulaire sur le sol le rappelle).
La piazza della Signoria représente le cœur politique historique de Florence avec le Palazzo Vecchio, alors que la Piazza del Duomo, à quelques centaines de mètres, représente le cœur religieux de l'archidiocèse de Florence avec la  cathédrale Santa Maria del Fiore (XIVe et XVe siècles), et le baptistère Saint-Jean (IVe siècle).
Antonio Cioci réalisa une série de quatre toiles, représentant des scènes festives et des compétitions sportives sur les places florentines, entre 1789 et 1791. Elles sont conservées au musée des Offices. L'une d'elles est une Fête sur la Piazza della Signoria.

## Monuments
- Le palazzo Vecchio (Palais Vieux, XIIIe siècle) ;
- La loggia des Lanzi (XIVe siècle), musée de sculptures en plein air ;
- Entrée vers la galerie des Offices (Uffizi), et son piazzale des Offices ;
- La partie du corridor de Vasari entre le palazzo Vecchio et la galerie des Offices. Ce corridor relie le palazzo Vecchio au palais Pitti ;
- Le palazzo della Mercanzia qui héberge le musée Gucci depuis 2011 ;
- Le palazzo Uguccioni ;
- Le palazzo Fenzi ;
- Le palazzo delle Assicurazioni Generali, style néo-Renaissance, 1871, par l'architecte Giuseppe Antonio Landi ;
- Le musée d'Art Moderne, transféré en 2001 à la galerie d'Art moderne du Palais Pitti, avec Giorgio De Chirico, Giorgio Morandi, Gino Severini, Giacomo Manzù, Ottone Rosai.

## Sculptures
- Statue équestre du duc de Florence et Ier grand-duc de Toscane Cosme Ier de Médicis (famille de Médicis), bronze de 1594, par Giambologna ;
- Fontaine de Neptune (XVIe siècle) par Bartolomeo Ammannati ;
- Réplique en marbre du David (XVIe siècle) de Michel-Ange ;
- Hercule et Cacus (XVIe siècle) par Baccio Bandinelli ;
- Nombreuses sculptures de la loggia des Lanzi.

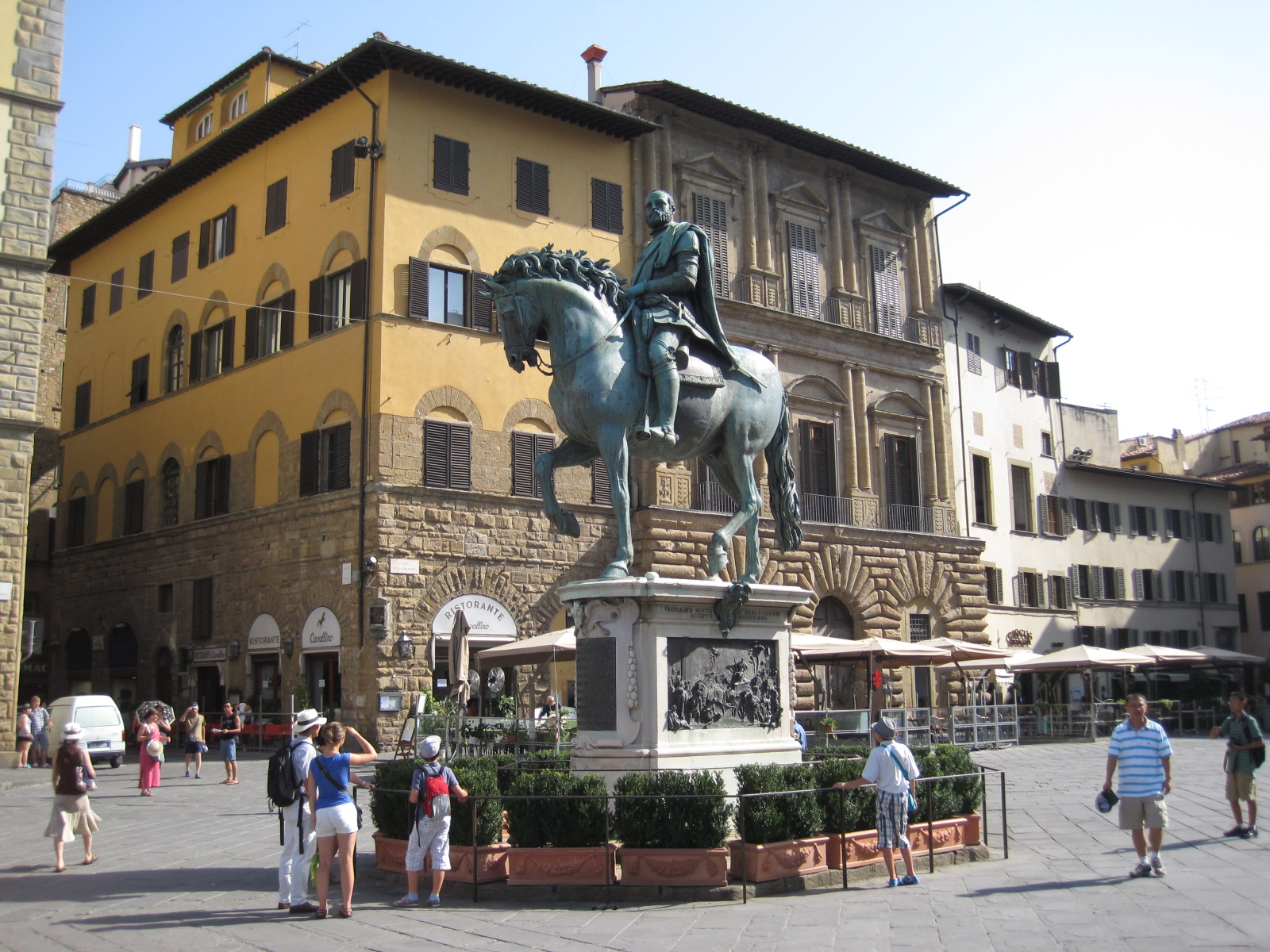
Statue équestre du grand duc Cosme Ier de Toscane, Giambologna.
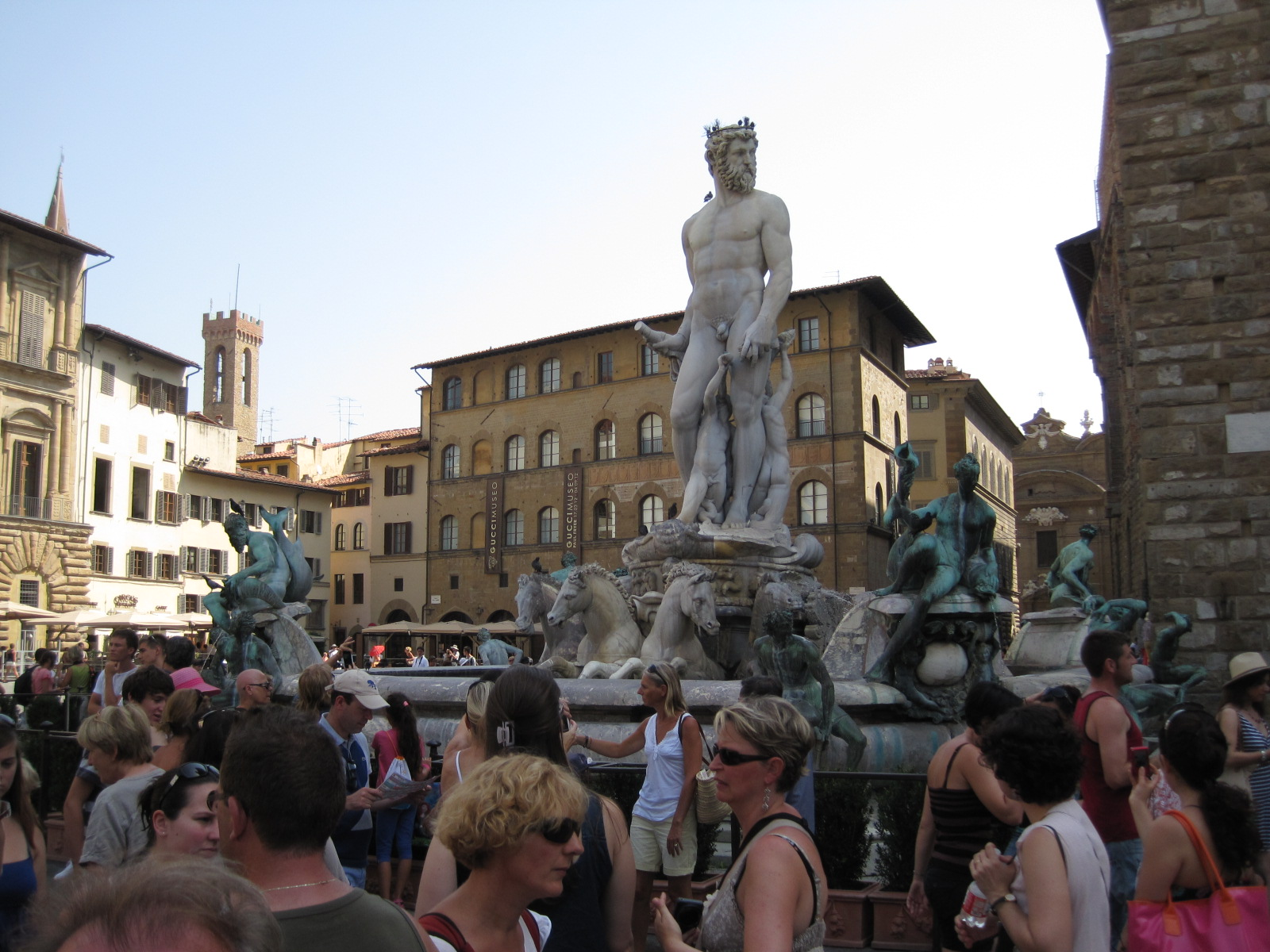
Neptune, fontaine de Neptune.
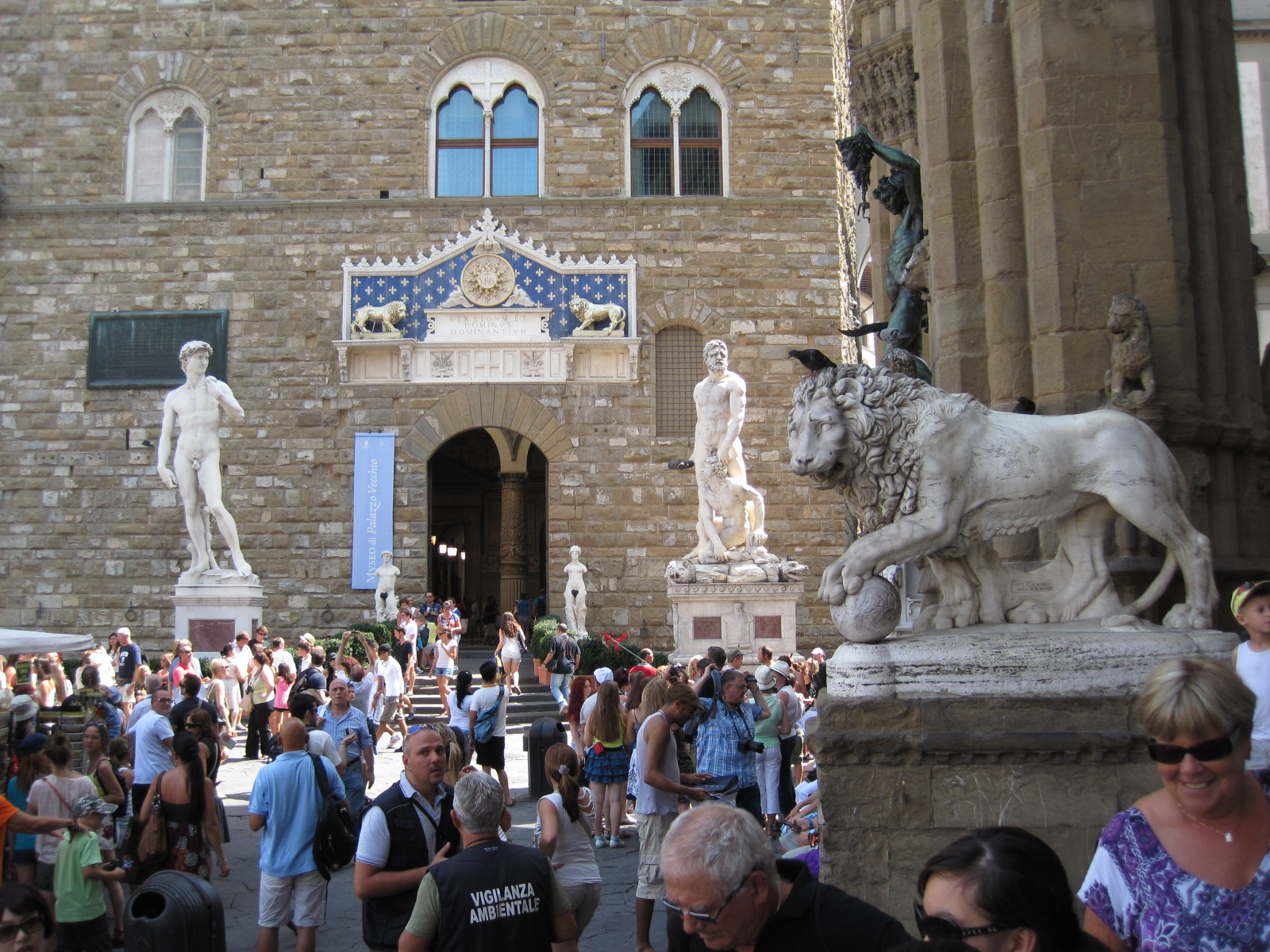
David, Hercule, Cacus et le Marzocco, entrée du palazzo Vecchio.
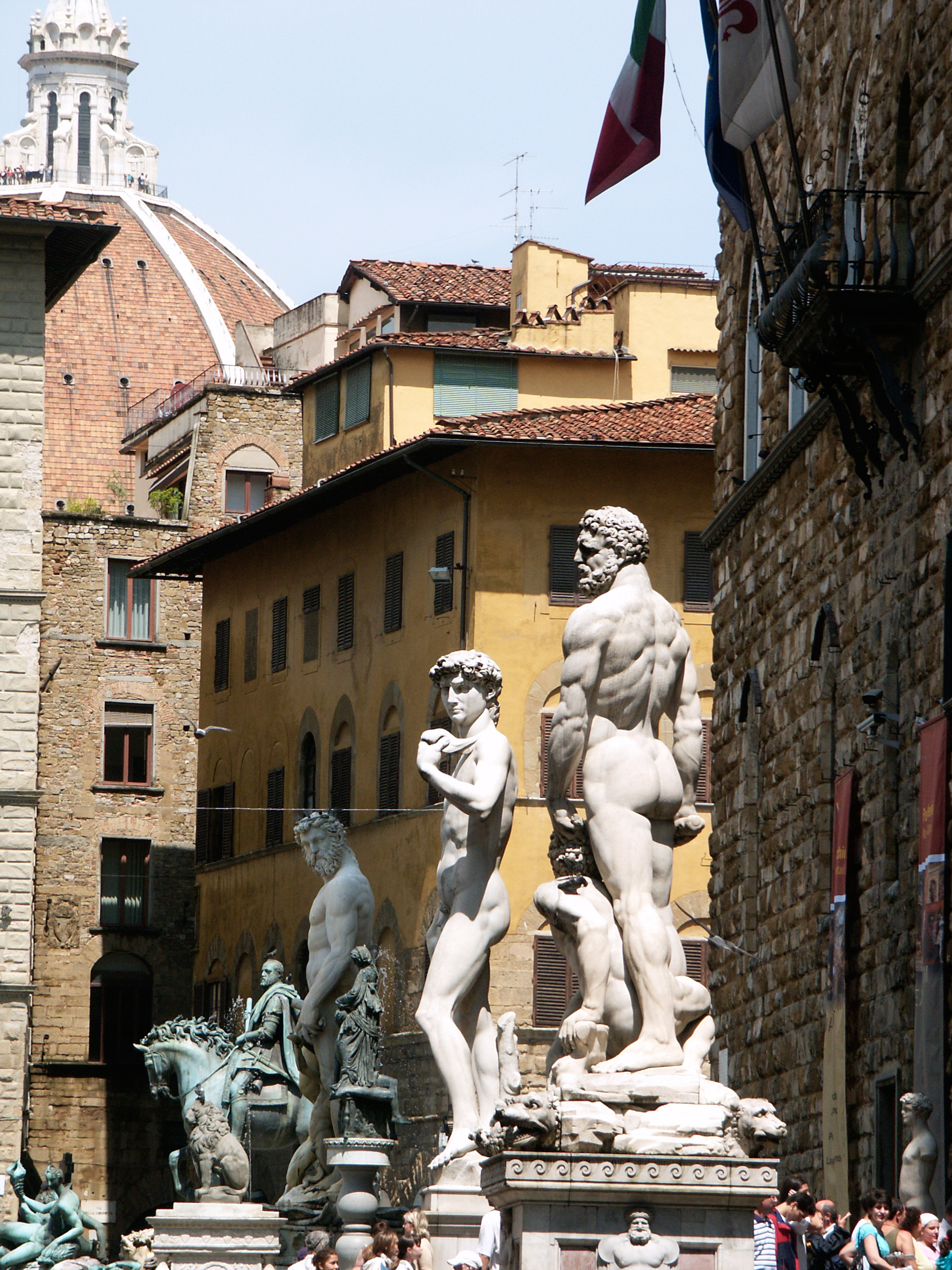
Alignement de Cosme Ier de Toscane, Neptune, Marzocco, David, Hercule et Cacus.
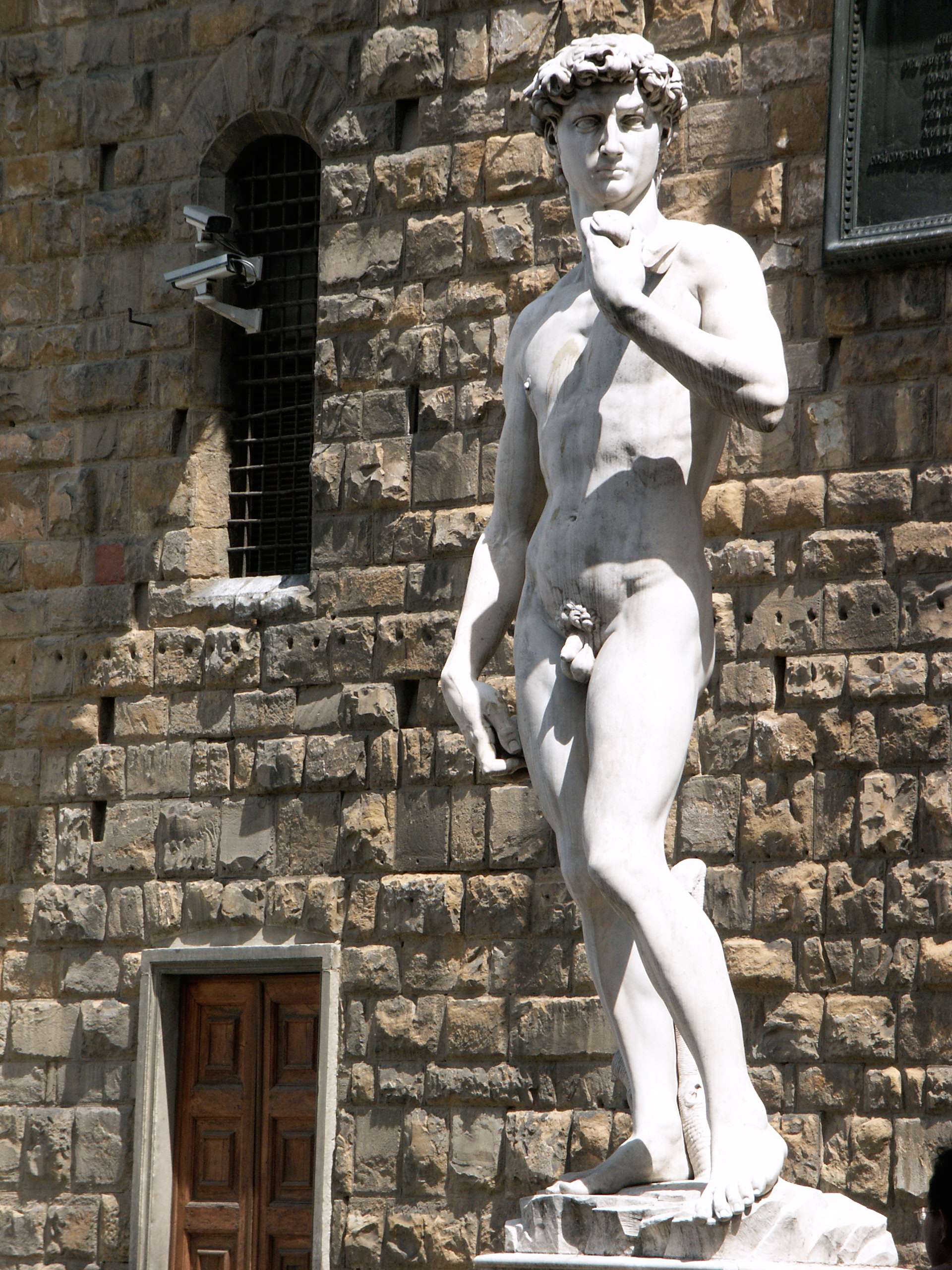
David de Michel-Ange (copie).
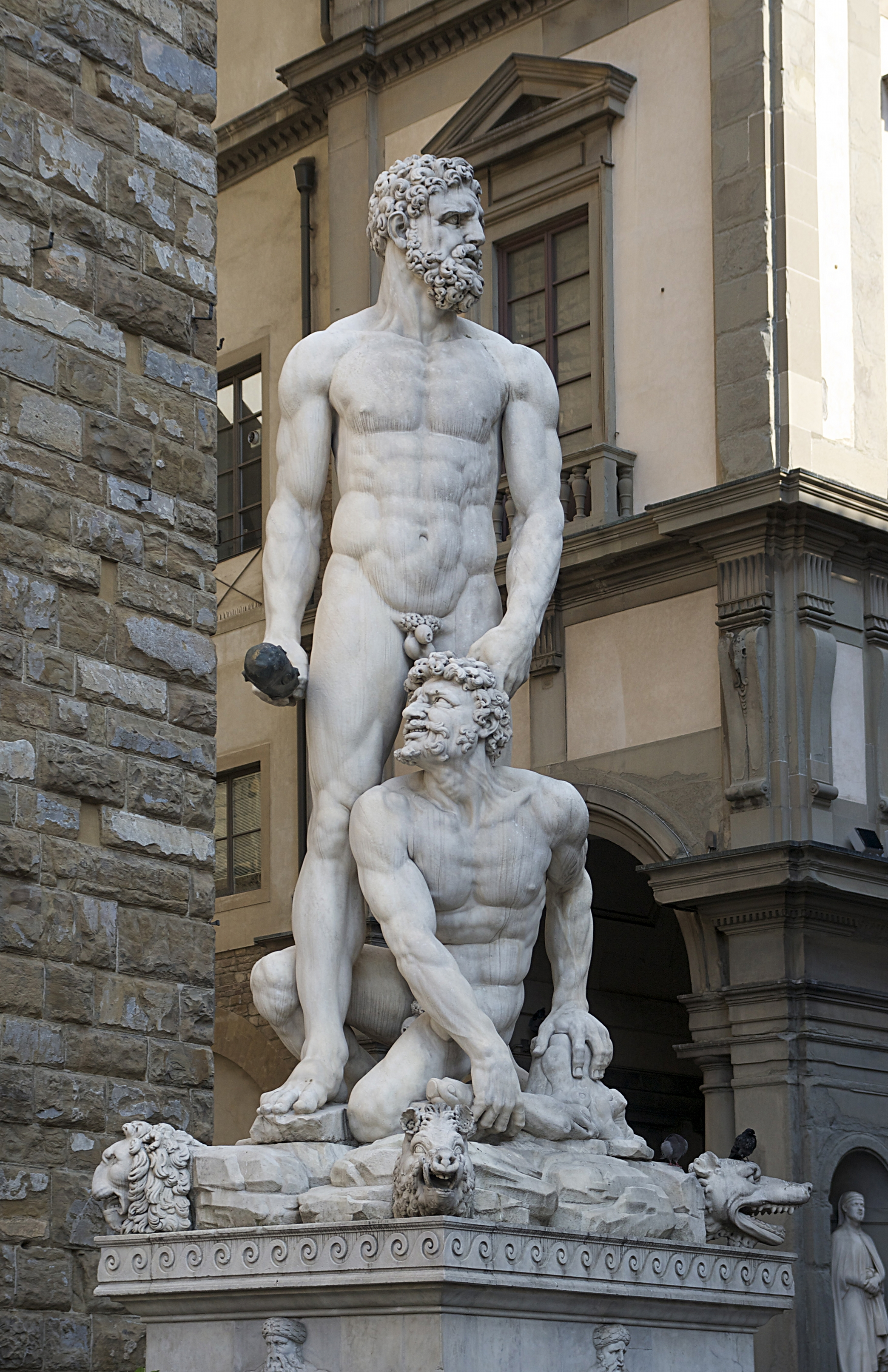
Hercule et Cacus, Baccio Bandinelli.
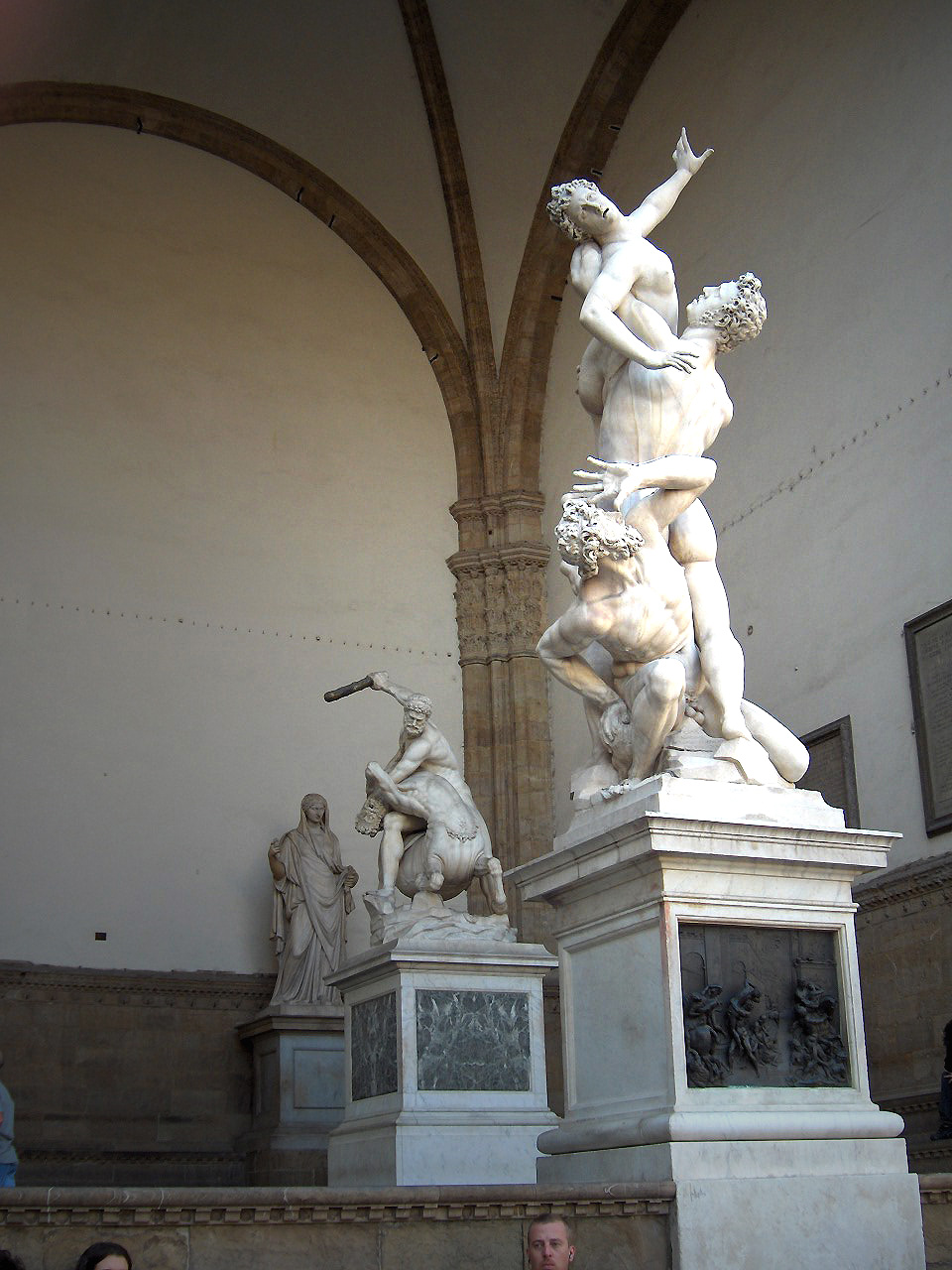
L'Enlèvement des Sabines, Giambologna.
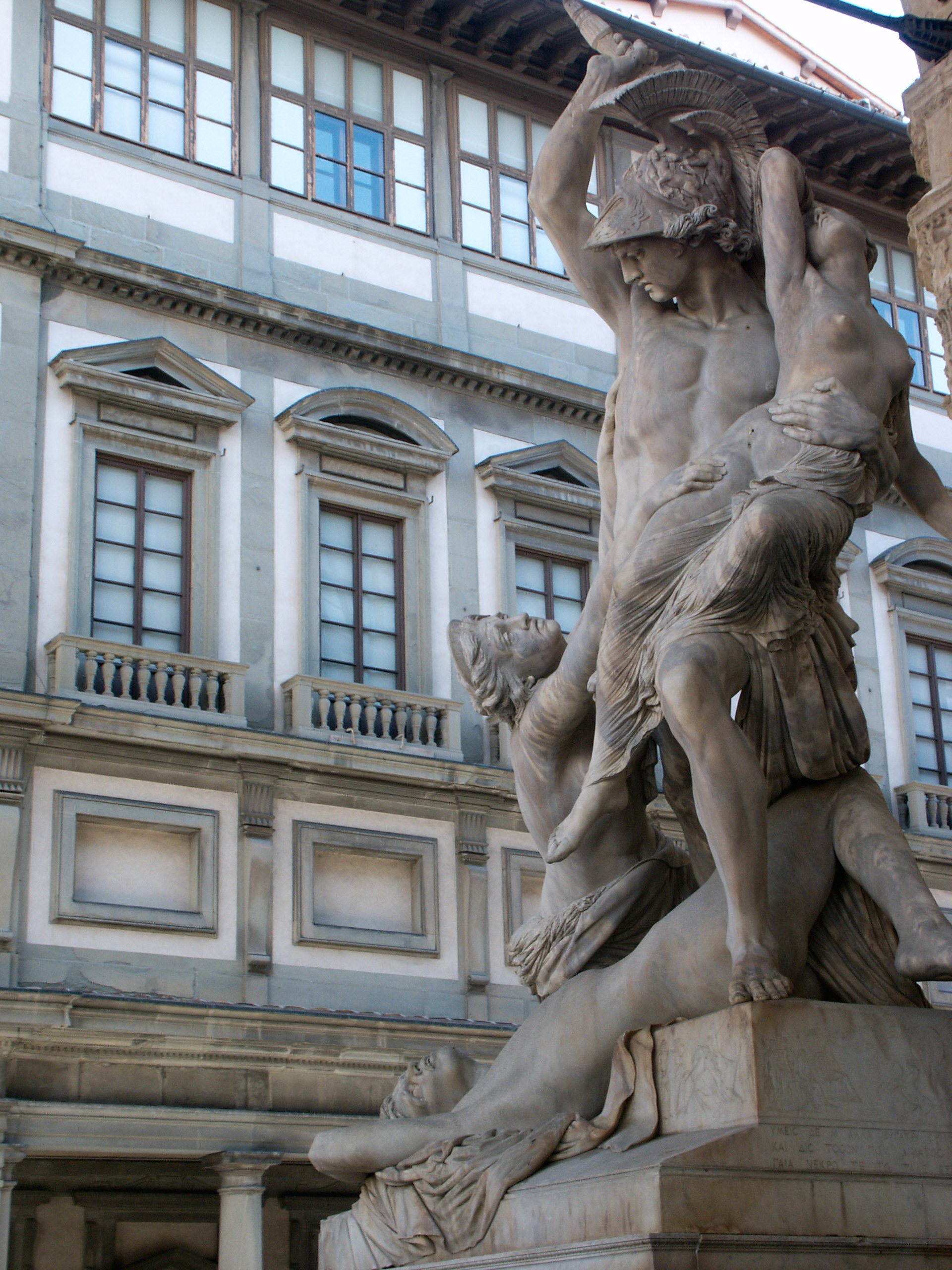
L’Enlèvement de Polyxène, Pio Fedi.